# Люра
Люра е национален парк, разположен в община Дебър в североизточната част на Албания. Национален парк Люра е създаден през 1966 г. и има площ от 1280 дка на източната страна на планината Кунора, най-високата планина в Люра. Височината на планината е 2119 m. Паркът е известен със своите дванадесет езера и дивата си природа. Целогодишно е посещаван от посетители.
През 2014 г. албанското правителство започва провеждането на дейности по възстановяване на горите в парка и пътноремонтни работи. След прехода към капитализъм в страната са извършени масови изсичания на гори, както и горски пожари, които силно засягат екосистемата на парка.

## География
Национален парк Люра се намира на източните склонове на планината Люра. В парка намират обитание множество редки видове.
Дванадесетте ледникови езера на парка възникват през ледниковия период. Общата им площ е около 100 дка. Езерата са разположени в североизточната част на страната в района на Дибре на височина от 1200 до 1500 метра. През лятото езерата се пълнят с големи бели водни лилии.
Пет от най-големите езера на парка:
- Голямо езеро (Liqeni i Madh), 32 ха;
- Езерото на боровете, 13 ха;
- Черното езеро (Liqeni i Zi), 8 хектара;
- Езерото на цветята (Liqeni i Luleve), 4 дка
- Краве езеро (Liqeni i Lopeve)

## Флора и фауна
Букът е най-разпространеният дървесен вид в парка. Той расте на височина от 900 – 1000 до 1900 – 2000 m. Черният бор расте в изобилие на надморска височина от 1600 до 1700 m, а червените борове се срещат на скалистите склонове на височина от 1700 до 2000 m. В горите живеят европейска кафява мечка, обикновен рис, евразийски вълк, златка, европейска сърна, глухар и др.
Паркът предлага възможности за екотуризъм, зимен спорт, конна езда и др.